# 1515 Perrotin
1515 Perrotin è un asteroide della fascia principale. Scoperto nel 1936, presenta un'orbita caratterizzata da un semiasse maggiore pari a 2,5696186 au e da un'eccentricità di 0,2365059, inclinata di 10,68191° rispetto all'eclittica.
L'asteroide è dedicato all'astronomo francese Henri Joseph Anastase Perrotin.